# 37788 Suchan
37788 Suchan este un asteroid din centura principală de asteroizi.

## Descriere
37788 Suchan este un asteroid din centura principală de asteroizi. A fost descoperit pe 25 septembrie 1997 la Observatorul din Ondřejov par l'Observatorul din Ondřejov. Asteroidul prezintă o orbită caracterizată de o semiaxă mare de 2,31 ua, o excentricitate de 0,19 și o înclinație de 2,0° în raport cu ecliptica.